# Gens Nummia
Die gens Nummia (Gentilname Nummius, Plural Nummii, deutsch auch Nummier) war eine römische Familie (gens).
Die Familie stammte aus Italien. Frühe Belege für Angehörige der gens finden sich in einer oskischen Inschrift in Aufidena und dann als römischer Gentilname auf lateinischen Inschriften der republikanischen Zeit in den benachbarten Gebieten der Frentaner und Picener.
Die Nummier waren insbesondere in der hohen Römischen Kaiserzeit und frühen Spätantike bedeutsam, im 2. bis 4. Jahrhundert. Sie stellten mehrere Konsuln. Der Palast jedenfalls der Nummii Tusci in Rom befand sich am Quirinal; Grundeigentum besaß die Familie außerdem in Brixia, Amiternum, Peltuinum und Canusium. Sie scheinen in engem familiären Kontakt zu den Ceionii Rufii gestanden zu haben, da das Cognomen Albinus in beiden Familien auftaucht.
- Tiberius Rustius Nummius Gallus, römischer Suffektkonsul 34
- Titus Nummius Augustalis, römischer Offizier unter Kaiser Trajan
- Gaius Nummius Constans, römischer Offizier, 2. Jahrhundert
- Lucius Nummius Menis, athenischer Archon von 156/57 n. Chr.
- Marcus Nummius Umbrius Primus Senecio Albinus, römischer Konsul 206
- Marcus Nummius Senecio Albinus, römischer Konsul 227
- Nummia Varia, Patrizierin
- Marcus Nummius Tuscus, römischer Konsul 258
- Nummius Albinus, römischer Konsul 263
- Nummius Tuscus, römischer Konsul 295
- Marcus Nummius Ceionius Annius Albinus, praetor urbanus um 300
- Nummius Aemilianus Dexter, römischer Beamter und Schriftsteller, Prätorianerpräfekt von Italien 395